# Преступность в Бенине
Преступность в Бенине имеет высокий уровень. В особенной опасности находятся приезжие и путешественники. Наиболее опасными считаются северные регионы Бенина из-за повышенного уровня террористических атак и город Котону на юге из-за краж различного типа и незаконной торговли наркотиками.

## Преступность по типам

### Кража
Распространена по всему Бенину, но особенно в городе Котону. Довольно часто происходит как карманная кража, так и кража со взломом. Часто при ограблениях преступники используют пистолеты, ножи и мачете. Большинство ограблений заканчиваются без насилия и происходят поздно ночью или рано утром. Жители Бенина часто сообщают, что по утрам небезопасно примерно до 6:30.
Как правило, преступники выбирают уязвимых жертв, идущих в одиночку в плохо освещённых местах. Два-четыре преступника преследуют жертву на мотоциклах или скутерах, один или два из них спрыгивают с холодным оружием и грабят жертву. Сопротивление жертвы может привести к обострению ситуации.
Имеют место многочисленные угоны автомобилей и мотоциклов, особенно в сельской местности, во многих случаях вооружённые бандиты возводят баррикады на проезжей части. При угоне мотоциклов преступники окружают мотоциклистов и угрожают оружием, когда они насильно забирают их мотоцикл.
В 2019 году на дороге между Котону и Параку нападавшие остановили кортеж, принадлежавший зарубежной неправительственной организации. Чтобы обеспечить соблюдение требований, они открыли огонь, далее вытащили пассажиров из автомобилей, забрали все их вещи и скрылись в их автомобилях, оставив жертв на обочине.

### Торговля наркотиками
Из-за своего порта, Котону является местом незаконной торговли наркотиками. Наркоторговцы также используют воздушные транспортные маршруты Бенина для доставки наркотиков в Нигерию, США и Европу. Несмотря на всё это, наркоторговля в Бенине менее распространена, чем в некоторых других африканских странах.

### Бизнес-мошенничество
Бизнес-мошенничество обычно нацелено на иностранцев. Путешественникам рекомендуется избегать использования кредитных карт и банкоматов. Часто жертвам предлагают мошеннические сделки, ходатайства, где запрашивающая сторона утверждает, что имеет личные связи с высокопоставленными чиновниками, предложение якобы благотворительного пожертвования и т. п.

### Киберпреступность
Часто появляются сообщения от граждан США, которые стали жертвами финансовых онлайн-мошенничеств в Бенине. Обычно в этих аферах мошенник, пытающийся убедить жертву отправить деньги под предлогом лотерей, уведомлений о наследстве, предложений работы, банковских переплат или «помощи другу, попавшего в беду».

### Пиратство
Гвинейский залив, а особенно побережье Бенина, является одним из самых активных мест пиратства в мире. Обычно совершаются атаки на нефтяные танкеры с применением автоматического оружия. Очень часто происходят похищения людей с целью получения выкупа и ограбление экипажа и пассажиров.

### Терроризм
Наиболее сильно терроризм распространён на севере Бенина. Хотя в Бенине нет местных известных террористических организаций, правительство страны обеспокоено террористической деятельностью в соседних странах (Нигерия, Нигер, Буркина-Фасо).